# Huhurez
Huhurezii sunt păsări nocturne care fac parte din familia Strigidae. Huhurezul se hrănește ca și bufnița cu mamifere mici, în special cu șoareci. Genul Strix cuprinde 21 de specii, printre care se află S. virgata, care este considerată de unii ornitologi ca aparținând genului Ciccaba. 

## Specii
| Genul Strix cu speciile - S. bartelsi - S. nebulosa - S. nigrolineata - S. chacoensis - S. davidi - S. butleri - S. occidentalis - S. fulvescens - S. uralensis - S. newarensis - S. leptogrammica - S. ocellata - S. seloputo - S. albitarsus - S. rufipes - S. virgata - S. varia - S. aluco - S. woodfordii - S. huhula | Genul Pulsatrix Genul Glaucidium Genul Xenoglaux Genul Micrathene Genul Athene Genul Aegolius Genul Uroglaux Genul Ninox Genul Sceloglaux |